# SE-02
A SE-02 é uma via do município de Nova Iguaçu, chamada de Rua Otávio Tarqüínio. Possui 1,5 km de extensão, ligando o Centro à Via Dutra. Por cortar o Centro de Nova Iguaçu, é uma das vias mais congestionadas da cidade.